# Яцимирський Олександр Іванович
Олекса́ндр Іва́нович Яцими́рський (нар. 1873, Миколаївка-Новоросійська, Бессарабська губернія, Російська імперія — пом. 12 грудня 1925, Ростов-на-Дону) — російський і радянський філолог, славіст, історик волосько-польського походження. Доктор слов'янської філології (1904). Спеціаліст з історії Молдови та Румунії. Один з авторів Енциклопедичного словника Брокгауза і Єфрона (статті присвячені польській літературі).

## Біографія
Народився в українському селі Миколаївка-Новоросійська Бессарабської губернії Російської імперії. Випускник Московського університету. Приват-доцент Петербурзького університету (1906–1913). Професор Варшавського університету (1913–1918). Ректор Донського археологічного інституту (з 1918), професор (з 1922) Донського університету. Друкувався болгарською, сербською, румунською, польською, російською мовами. Вивчав слов'янсько-румунські культурні зв'язки. Головна заслуга — розшук і опис невиданих текстів у бібліотеках, зокрема румунських, видання важливіших текстів, опис їхньої мови. Головні праці — монументальний опис-каталог «Славянские и русские рукописи румынских библиотек» (1905) і монографія «Григорий Цамблак» (1904). Помер в клініці Донського університету, Ростов-на-Дону, після важкої хвороби.

## Праці
- Яцимирский А. И. Опись старославянских и русских рукописей собрания П. И. Щукина. Москва, 1896 и 1897.
- Яцимирский А. И. Из славянских рукописей. Тексты и заметки. I—V. Москва, 1898.
- Яцимирский А. И. Григорий Цамблак: Очерк его жизни, административной и книжной деятельности. Санкт-Петербург, 1904. (отримав за працю ступінь доктора філології, та почесний відгук Ломоносовської премії (1905)).
- Яцимирский А. И. Славянские и русские рукописи румынских библиотек. Санкт-Петербург, 1905.
- Яцимирский А. И. Из истории славянского письма в Молдавии и Валахии XV—XVII вв. Санкт-Петербург, 1906.
- Яцимирский А. И. Из истории славянской проповеди в Молдавии. Санкт-Петербург, 1906.
- Яцимирский А. И. Мелкие тексты и заметки по стар. слав. и русск. литературам. I — L. Санкт-Петербург, 1907.